# 农业路大桥
农业路大桥（原称郑北大桥）是位于河南省郑州市的一座单塔双索面钢混结合梁斜拉桥，为农业快速路的组成部分。农业路大桥跨越郑州北站，主桥跨度为221+221米，宽43米，双向10车道，主塔为H型索柱，高150米，于2019年3月31日通车。

## 历史
- 2016年12月，农业路大桥开建[2]。
- 2018年4月9日，启动顶推施工作业[3]。
- 2018年9月7日，钢梁顶推到位，开启桥面板铺装和斜拉索挂设[4]。
- 2019年3月31日，农业路大桥通车，标志着农业快速路全线贯通[1]。

## 特点
农业路大桥横跨亚洲最大的铁路编组站郑州北站，是郑州市农业路快速通道工程的控制性工程，与同类型桥梁相比，该桥具有桥面宽、顶推跨径大、斜拉索索力大等特点。在其通车时，多项指标均为国内之最：
- 在顶推施工过程中，跨越铁路编组站的最大悬臂长度达到92米，为国内同类型桥梁顶推跨度之最。
- 主跨221米+221米，桥面宽43米，设双向十车道，为国内同类桥型中跨度最大、桥面最宽的结合梁斜拉桥。
- 主塔柱高150米，为郑州市桥梁建造史上最高塔柱。
- 斜拉索最大索力承重约900吨，为国内同类桥梁中斜拉桥索力承载之最。